# Големият влаков обир (филм, 1978)
„Големият банков обир“ (на английски: The First Great Train Robbery) е британски филм от 1978 година, исторически криминален трилър на режисьора Майкъл Крайтън по негов собствен сценарий, базиран на едноименния му роман.
Действието се развива във Викторианска Англия, където група опитни престъпници са амбицирани да извършат първия в историята влаков обир, открадвайки злато, предназначено за финансирането на Кримската война. Главните роли се изпълняват от Шон Конъри, Доналд Съдърланд, Лесли-Ан Даун.